# Figueiró da Serra
Figueiró da Serra ist ein Ort und eine ehemalige Gemeinde (Freguesia) im portugiesischen Kreis Gouveia. Die Gemeinde hatte 263 Einwohner (Stand 30. Juni 2011).
Am 29. September 2013 wurden die Gemeinden Figueiró da Serra und Freixo da Serra zur neuen Gemeinde União das Freguesias de Figueiró da Serra e Freixo da Serra zusammengeschlossen. Figueiró da Serra ist Sitz dieser neu gebildeten Gemeinde.